# Levy Tran
Levy Tran (* 8. April 1983 in San José (Kalifornien)) ist eine US-amerikanische Schauspielerin und Model. Sie wurde vor allem mit der US-Serie MacGyver bekannt, in der sie die Rolle der Desi (Desiree) Nguyen spielt.

## Leben und Karriere
Levy Tran wurde 1983 als Vy Le Tran in San José geboren, ihre Eltern sind beide vietnamesische Einwanderer.
2011 begann Tran ihre Karriere als Tattoomodel. Seit 2015 arbeitet sie auch als Schauspielerin in Hollywood, unter anderem als Nebendarstellerin in den Fernsehserien Shameless und Spuk in Hill House. Sie trat auch ab der dritten Staffel im Reboot der Serie MacGyver auf, seit der vierten Staffel hat sie dort eine Hauptrolle. Sie ersetzt damit Jack Dalton.

## Filmografie (Auswahl)
- 2017–2018: Shameless (Fernsehserie, 8 Folgen)
- 2018: The First Purge
- 2018: Spuk in Hill House (The Haunting of Hill House, Fernsehserie, 4 Folgen)
- 2019–2021: MacGyver (Fernsehserie, 36 Folgen)
- 2022: Magnum P.I. (Fernsehserie, Folge 4x15: Vergifteter Auftrag)
- 2023: The Expendables 4 (Expend4bles)
- 2023: Secret Headquarters
- 2024: Bad Boys: Ride or Die